# Список персонажей «Хеллсинга»
Персонажи манги «Хеллсинг» были созданы мангакой Котой Хирано. Основным персонажем является древний вампир Алукард, состоящий в организации «Хеллсинг», основной задачей которой является борьба с нечистью. Возглавляет организацию Интегра Уингейтс Хеллсинг, правнучка Абрахама Ван Хеллсинга. Во время одной из операций Алукард смертельно ранит офицера полиции Викторию Серас, которую затем превращает в вампира, и она присоединяется к организации. По мере развития сюжета организация «Хеллсинг» сталкивается с католическим орденом «Искариот», возглавляемым епископом Энрико Максвеллом, и одним из его лучших бойцов — святым отцом Александром Андерсоном. В дальнейшем «Хеллсинг» также вступает в противостояние с нацистской группировкой «Миллениум».

## Организация «Хеллсинг»
Королевские Протестантские Рыцари. Секретная организация, основанная Абрахамом ван Хеллсингом в 1898 году и названная в его честь, под патронажем Королевской семьи для борьбы с вампирами и другой нежитью на территории Британской Империи. В рамках вселенной организация «Хеллсинг» является неотъемлемой частью силовых структур Соединённого королевства. Задача организации — найти и уничтожить любые сверхъестественные угрозы. Для выполнения поставленной цели организация применяет весьма нетрадиционные и антихристианские методы, такие как привлечение на службу вампира.
Название организации можно расшифровать как Her Royal England Legions of Legitimate Supernatural and Immortal Night Guard. Формально известная как «Королевский орден протестантских рыцарей», организация «Хеллсинг» была основана вскоре после событий романа «Дракула» Брэма Стокера. Организацию традиционно возглавляют потомки Абрахама Ван Хельсинга, которым подчиняется Алукард, высший в своём роде вампир, созданный организацией для борьбы со сверхъестественными угрозами. После событий Второй мировой войны было принято решение о том, что Алукард слишком опасен, чтобы и в дальнейшем использовать его как оружие, поэтому он был заперт в подземелье поместья Хеллсинг. После смерти Артура Хеллсинга его дочь Интегра становится главой ордена. Дядя Интегры, Ричард Хеллсинг, предпринимает попытку убийства Интегры, чтобы самому вступить в наследство, но в итоге был убит Интегрой и Алукардом, случайно пробуждённым кровью Интегры.
Алука́рд (яп. アーカード а:ка:до) — протагонист серии, сильный и широко известный вампир. Наиболее могущественный член организации «Хеллсинг». Служит оперативником Хеллсинга, является специалистом по себе подобным и «козырной картой» организации. Является тем же графом, что был повержен Абрахамом Ван Хельсингом в романе «Дракула» Брэма Стокера. Во вселенной Хеллсинга Алукард (Дракула) не был убит, вместо этого при помощи алхимии он был порабощён для службы потомкам Ван Хельсинга. В какой-то момент Алукард был заперт в подземелье поместья Хеллсинг и позже освобождён дочерью Артура, Интегрой. С того момента Интегра становится хозяйкой Алукарда.

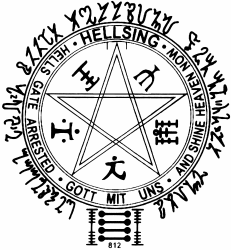
Печать на перчатке Алукарда

Способности Алукарда огромны, и единственное, что его сдерживает — лояльность к организации «Хеллсинг». Его навыки включают в себя телепортацию, ускоренную регенерацию, изменение внешности, возможность призыва поглощенных им душ. В бою обычно ограничивает свои возможности, для того чтобы поиздеваться над противником. Наслаждается убийствами своих врагов. Алукард жаждет только достойного противника, «человека, который прервёт его затянувшийся сон».
Презирает вампиров, считая, что они растеряли всякое достоинство, а также за то, что большинство стало ими из-за желания обрести силу, или из страха смерти.
Имя «Алукард» является анаграммой (обратным написанием) имени «Дракула».
Сэйю: Дзёдзи Наката
Инте́гра Фэ́йрбрук Уи́нгейтс Хе́ллсинг (яп. インテグラル・ファルブルケ・ウィンゲーツ・ヘルシング интэгурару фарубуруку уингэ:цу хэрусингу) — правнучка Абрахама Ван Хельсинга и действующая глава организации Хеллсинг. Унаследовала свою позицию в возрасте 12 лет, после смерти отца — Артура Хеллсинга. Его брат Ричард пытался убить Интегру, чтобы стать во главе семьи. Убегая от Ричарда и его людей, Интегра оказалась в одной из камер заброшенного подземелья особняка, где был заточён Алукард. Кровь из раны Интегры пробудила его. Он убил приспешников Ричарда и присягнул на верность Интегре.
Хладнокровный и собранный лидер, умная и сильная девушка, которая пользуется авторитетом среди своих подчинённых. Предпочитает носить мужскую одежду и курить сигары. Следуя семейной традиции, она является умелым охотником на вампиров. Интегра — единственная, кому подчиняется Алукард в основной манге.
Интегра не подходит под стереотип благородной английской дворянки. Она умна, проницательна и отважна. Она понимает лежащую на ней ответственность, но при этом выказывает сожаление этим фактом. Также Интегра прекрасный стрелок и фехтовальщик. Из огнестрельного оружия предпочитает разнообразные пистолеты и револьверы, а из холодного — палаш.
Сэйю: Ёсико Сакакибара, Каори Мидзухаси (юная)
Викто́рия Се́рас (яп. セラス・ヴィクトリア сэрасу викуториа) — бывший офицер полиции Лондона, ставшая членом организации «Хеллсинг». Родителей Серас убили у неё на глазах, когда она была ещё ребёнком. Её отец также был офицером полиции, поэтому Виктория твёрдо решила пойти по его стопам, несмотря на возражения окружающих. В период службы в полиции получила прозвище «котёнок». В ходе инцидента в деревне Чедарс (яп. チェーダース, в OVA — Cherders) была смертельно ранена и обращена в вампира Алукардом с её собственного согласия. Называет Алукарда «хозяином», а тот, в свою очередь, редко обращается к ней по имени, обычно называя её полицейской (яп. 婦警, фукей).
Поначалу Виктория является слабейшим из вампиров. Не обладает особыми способностями, за исключением зрения вампиров, физической силы и регенерации. Долгое время отказывалась пить кровь и сопротивлялась своей вампирской сущности, что негативно сказывалось на её боевых способностях. В конечном итоге принимает свою сущность по просьбе лидера группы наёмников «Дикие гуси». Вместе с Интегрой Хеллсинг побеждает основного антагониста манги - майора Максимиллиана Монтана.
Сэйю: Фумико Орикаса
Уолтер К. Долне́з (яп. ウォルター・C（クム）・ドルネーズ уорута: куму дорунэ:дзу) — дворецкий и бывший лучший оперативник организации «Хеллсинг». Водитель, телохранитель и ближайший помощник Интегры Хеллсинг. За выдающие навыки охоты на вампиров получил прозвище «Ангел смерти» (яп. 死神, синигами). В качестве оружия использует тонкие нити, похожие на струны. С их помощью может разрезать одного или нескольких противников на множество частей, в большинстве случаев противник не успевает понять, что произошло. Может использовать свои нити в качестве щита или парашюта, сплетая их в полотно. Занимается разработкой различных видов оружия для организации, в частности, он создал для Алукарда пистолет «Шакал» и пушку «Харконнен» для Виктории. 55 лет назад, будучи подростком, вместе с Алукардом принимал участие в операции по уничтожению последних очагов нацистского сопротивления, где впервые встретился с Майором и его подчинёнными.
Сэйю: Мотому Киёкава, Дайсукэ Намикава (юный), Роми Паку (подросток)
А́ртур Хе́ллсинг (яп. アーサー・ヘルシング а:са: хэрусингу) — отец Интегры, предшествующий ей глава организации Хеллсинг. Вместе с Хью Айлендсом окончил Оксфордский университет. В 1944 году отправил Уолтера и Алукарда в оккупированную немцами Варшаву, чтобы уничтожить все работы нацистов в области изучения вампиризма. В дальнейшем решил, что использование Алукарда в качестве агента организации может быть опасно, и в 1969 году запер его в подземелье поместья «Хеллсинг». Умер спустя 20 лет. В юности любил выпить виски, а также девушек лёгкого поведения.
Сэйю: Тикао Оцука, Дайсукэ Намикава (юный)
Пип Бернадо́тте (яп. ピップ・ベルナドット пиппу бэрунадотто) — командир отряда наёмников «Дикие гуси» (англ. Wild Geese), нанятого Хеллсингом после атаки на поместье, совершённой братьями Валентайн, в результате которой погиб весь военный состав организации. Носит длинные волосы, сплетённые в косу, имеет повязку на левом глазу. Профессия наёмника в его семье является традиционной для представителей мужской половины. Его отец умер, пытаясь заработать деньги сыну на подарок на день рождения, после этого его воспитанием занимался дедушка. Обладает большим чувством юмора. Во время атаки иллюзионистки Зорин Блиц на поместье «Хеллсинг» был смертельно ранен, отдал свою кровь и душу Виктории Серас. Время от времени он продолжает помогать ей в трудных ситуациях.
Сэйю: Хироаки Хирата
Пи́тер Фе́ргюсон (яп. ピーター・ファーガスン пэ:та: фа:гасун) (появляется только в телесериале) — командир военных формирований «Хеллсинга». Командир штурмовых подразделений организации. Бывший капитан SAS, Ветеран операции «Буря в Пустыне». Старший в отряде, он тренировал Викторию техникам ведения боя, когда та стала вампиром. Убит снайпером Британской армии во время вооружённого конфликта возле лондонского Тауэра.
Сэйю: Унсё Исидзука

### Круглый стол Британской империи
Сэр Хью Айлендс (яп. ヒュー・アイランズ卿 хю: аирандзу кё:) — центральная фигура за Круглым столом. Как и Артур Хеллсинг, выпускник Оксфордского университета. Был тесно связан с Артуром со студенческих времён, хоть Айлендсу и приходилось постоянно бороться с несносным характером товарища. Во время основных событий показан как опытный лидер, имеющий чёткое представление о том, как действовать в критических ситуациях. В 2030 году его внук также стал членом Круглого стола.
Сэйю: Рюдзи Мидзуно (ТВ-сериал) / Кацуносуке Хори, Дзюнъити Сувабэ (в юности) (OVA)
Сэр Шелби М. Пенвуд (яп. シェルビー・M・ペンウッド卿 серуби: му пэнъуддо кё:) — вице-адмирал Королевского военно-морского флота Британии. Младшими членами Круглого стола подозревался в предательстве, хотя сэр Айлендс выразил мнение, что «этот человек скорее покончит с собой, чем предаст». В эпилоге в 2030-м году появляется его внук.
Сэйю: Кацухиро Китагава (ТВ-сериал) / Масаси Хиросэ (OVA)
Генерал-лейтенант Роб Уолш (яп. ロブ・ウォルシュ中将 робу уорусю тю:дзё:) — советник Круглого стола, общий друг сэра Айлендса и Пенвуда. Во время атаки на Лондон находился на окраине города в качестве сопровождения Её Величества. Полагая, что оборона Лондона ещё не завершилась полным провалом, и что за город ещё борется, по крайней мере, один человек (Интегра Хеллсинг), вместе с Айлендсом приняли решение отложить план запуска ядерной ракеты на Лондон. В эпилоге является отставным генералом и председателем Круглого стола.
Сэйю: Рюдзабуро Отомо

## Искариот (XIII отдел Ватикана)
Орден Искариот. Ударная группа Инквизиции. Специализируется на поиске и уничтожении еретиков, отступников и нежити, в том числе вампиров. Также используется для борьбы с террористами. Организация Искариот названа в честь Иуды Искариота, апостола, предавшего Иисуса, по сюжету является секретным отделом Ватикана, созданным для борьбы с демонами (такими как вампиры) и еретиками. Несмотря на схожие цели, Хеллсинг выступает для них естественным противником, так как не только призывает на службу вампира, но и придерживается принципов протестантизма.
Энрико Максвелл (яп. エンリコ・マクスウェル энрико макусууэру) — епископ Римско-католической церкви и глава организации «Искариот». Незаконнорождённый ребёнок, сын наложницы, от которого в детстве отказались. Вырос в детском приюте, воспитывался своим наставником, Александром Андерсоном. Был повышен до сана архиепископа в тот момент, когда возглавил Девятый крестовый поход. Высокомерен, фанатично верит в абсолютность католической церкви. В первой половине истории выступает в качестве представителя Ватикана и главного лица, информировавшего Англию об уцелевшей нацистской группировке. Папой назначен ответственным за очищение церкви от вероотступников, которые когда-то оказывали помощь беглым нацистам. Во время операции «Морской лев 2» провёл Девятый крестовый поход в Лондон и обратил то, что изначально задумывалось, как война против «Хеллсинга» и «Миллениума», в войну против всего Лондона: возомнив себя «право имеющим», отдал крестоносцам приказ не щадить никого, будь то фашист или «грязный протестант». Появляется также в дополнительных главах Cross Fire, где визуально сильно отличается от изображения в основной манге. Убит армией нежити.
Сэйю: Хидэюки Танака (ТВ-сериал) / Сё Хаями, Риса Хаямидзу (юный) (OVA)
Александр Андерсон (яп. アレクサンド・アンデルセン арэкусандо андэрусэн) — святой отец Ватикана. Паладин. Член ордена Искариот. Один из лучших бойцов своего ордена в Ватикане. Известен большим количеством прозвищ. Мужчина высокого роста с короткими светлыми волосами. Носит очки. Одет в брюки, простые черные ботинки, пиджак с белым воротничком священника и длинный темный плащ. Носит перчатки. На левой написано Jesus Christ is in Heaven, а на правой — Speak with Dead.
Эксперт рукопашного боя. Прекрасно владеет холодным оружием, в бою использует различного рода лезвия. Может использовать некоторые заклятия (телепортация при помощи страниц Библии и установка магических барьеров). Регенератор, способен пережить ранение экспансивной пулей в голову или восстановить утраченные конечности. Фанатично предан Католической Вере и Господу Богу. Абсолютно безжалостен. Ради победы готов на любые жертвы.
Впервые персонаж появился в манге Angel Dust: Revenge Bible для журнала Papipo, но оригиналы рисунков у автора не сохранились, поэтому в «Хеллсинге» автору пришлось рисовать его сначала. Прототипом Андерсона является герой фильма «Дракула» 1931 года профессор Абрахам Ван Хельсинг в исполнении Эдварда Ван Слоуна.
Прозвища:  Штык, Клинок, Нож,  Убийца,  Паладин, Палач, Каратель, Ангельская Пыль, Торговец смертью, Регенератор, Искариот.
Сэйю: Нати Нодзава (ТВ-сериал) / Норио Вакамото (OVA)
Хайнкель Вульф (яп. ハインケル・ウーフー Хаинкэру У:фу:) — монахиня. Член ордена Искариот. Напарница Юмиэ.
Высокая блондинка с короткой стрижкой. Носит одежду священника. Из оружия использует парные пистолеты. Фанатично предана Католической Церкви. Всецело убеждена в необходимости искоренять ересь и язычество, не считаясь с потерями и жертвами.
Сэйю — Мицуки Сайга
Такаги Юмико/Юмиэ (яп. 高木 由美子/高木 由美江, Такаги Юмико/Такаги Юмиэ) — монахиня. Член ордена Искариот. Напарница Хайнкель. Девушка азиатской внешности, Носит очки. Страдает от раздвоения личности: Такаги Юмико — это добрая и отзывчивая монахиня, убежденная пацифистка. Такаги Юмиэ — безжалостная берсерк-убийца, не раздумывая убивающая любого, на кого укажет командование. Обладательница взрывного характера. В бою использует катану Симабара. Особая способность — ускорение, позволяющее ей двигаться с ошеломляющей скоростью.
Сэйю — Юко Каида

## Организация «Миллениум»
Организация «Миллениум» (от яп. ミレニアム, мирэниаму) была сформирована из выживших в ходе Второй мировой войны нацистов, бежавших в Южную Америку, и возглавлена штурмбанфюрером СС по прозвищу Майор. Иногда именуют себя как «Последний батальон» (яп. 最後の大隊, сайго-но дайтай) или Last Battalion (яп. ラスト・バタリオン). Некоторые командиры с особыми способностями составляют отряд Werewolf (яп. ヴェアヴォルフ), напрямую говорится лишь, что в него входят уорент-офицер Шрёдингер и Капитан. «Миллениум» является общим врагом организаций «Хеллсинг» и «Искариот».
В 1944 году обширный проект нацистов по созданию армии вампиров на военной базе в Варшаве был сорван в ходе операции британских агентов — четырнадцатилетнего Уолтера К. Долнеза и вампира Алукарда. Хотя Уолтер и Алукард и заявили союзному командованию, что уничтожили всех нацистов, на самом деле ключевым фигурам — Майору, Доктору, Капитану и лейтенанту Рип ван Винкль удалось пережить эти события. При поддержке Ватикана им и ряду других офицеров СС и вермахта удалось бежать в Южную Америку.
Помимо офицеров Третьего рейха, на трёх массивных дирижаблях были вывезены внушительные арсеналы оружия и целый батальон Ваффен-СС из тысячи солдат, которые и стали последней армией нацистской Германии — так называемым «Последним батальоном». Кроме того, нацистам удалось вывезти огромные богатства — тонны драгоценных металлов, награбленных в ходе войны. Однако наиболее важным артефактом, что Майору удалось сохранить, было эксгумированное тело Вильгельмины Харкер, персонажа романа «Дракула» Брэма Стокера. По имени она была впервые упомянута лишь в предпоследней главе манги, ранее её называли только как «она» (яп. 彼女, канодзё). Единственным, кто пил кровь Мины, и чью кровь пила она, был Дракула. В конце оригинальной истории её удалось освободить от проклятия, но в рамках манги «Хеллсинг» нацистский учёный Док решил, что исследование её тела заставит науку шагнуть вперёд. Тело содержало частицы крови Дракулы (Алукарда), с помощью которых Миллениуму и удалось выстроить свою армию из тысячи бессмертных вампиров.
Майор Максимиллиан Монтана (яп. 少佐 сёоса) — бывший штурмбанфюрер войск СС, предводитель «Миллениума». Во время Второй мировой войны Майор и его приближённые занимались исследованиями вампиризма для использования в военных целях. Из-за вмешательства «Хеллсинга» исследования были приостановлены. В 1945 году Майор принимал участие в обороне Берлина и был расстрелян солдатами Красной Армии. В предсмертном состоянии он получил возможность выбора между человеческой сущностью и бессмертием. Первое для него оказалось важнее. Майор нашёл врага, с которым хотел воевать. В конце 90-х годов XX столетия, когда разворачиваются основные события манги, Майор переходит к активным действиям. Он расправляется со своим бывшим начальством — не обращёнными в вампиров состарившимися высшими нацистскими офицерами — и силами всего «Последнего батальона» устраивает атаку на Лондон, чтобы в конечном итоге встретиться со своим главным противником. Застрелен Интегрой. Отсутствует в телесериале.
Сэйю: Нобуо Тобита
Братья Валентайн (яп. ヴァレンタイン兄弟 варэнтаин кё:дай) — старший брат Люк (яп. ルーク рю:ку) и младший Ян (яп. ヤン ян), искусственные вампиры. Проводят спланированную атаку на поместье Хеллсинг во время заседания рыцарей Круглого стола. В ходе атаки младшему брату удаётся почти полностью подавить военный состав «Хеллсинга», обратив их в упырей, в то время как старший пытается расправиться с Алукардом. Оба терпят поражение — старшего съедает звериная форма Алукарда, а младший, получив огненный залп от заседающих, аннигилируется собственным начальством, произнося на прощание лишь слово «миллениум». В 78-й главе Люк появляется ещё раз. Когда пёс Алукарда был разрезан надвое, ему удалось вновь материализоваться, поскольку душа его не была выпита.
Сэйю: старший брат — Такэхито Коясу, младший брат — Кадзуя Накаи (ТВ-сериал) / Ватару Такаги (OVA)
Тубалкаин Альхамбра (яп. トバルカイン・アルハンブラ тобарукаин арухамбура) — искусственный вампир испанской внешности, также известен как «Франт» (яп. 伊達男, датэотоко). Лейтенант. По словам Шрёдингера, в отряде Werwolf не состоит. В качестве оружия использует бесконечный запас «козырных» карт. По приказу Майора был отправлен в Бразилию, когда «Хеллсинг» искал там следы беглых нацистов. Использовал местные силы спецназа в попытке победить Алукарда, пообещав их начальству вечную жизнь. Сумел ранить Алукарда своими картами, отчего тот не мог остановить кровотечение до снятия ограничивающих печатей.
Сэйю: Хотю Ооцука
Лейтенант Рип ван Винкль (яп. リップヴァーン・ウィンクル中尉 риппува:н уинкэру тю:и) — женщина-вампир, один из бойцов отряда Werewolf. Во время основных событий атакует и берёт под свой контроль британский военный авианосец. Позже становится ясно, что этот ход со стороны Майора является лишь отвлекающим манёвром, чтобы «Миллениум» мог свободно начать операцию «Морской лев 2». Героиня всегда имеет при себе мушкет, стреляющий волшебными пулями. Эти пули могут свободно менять траекторию и продолжать движение даже по достижении цели, тем самым поражая несколько целей за один выстрел. Двигаясь на большой высоте на экспериментальном самолёте-разведчике, Алукарду удаётся обмануть лейтенанта и обрушиться прямо к ней на авианосец вертикальным пике́ вместе с самолётом. В манге Hellsing: The Dawn Алукард столкнулся с Рип ван Винкль в Варшаве во времена Второй мировой войны. После непродолжительной беседы Алукард оставил её лежать без сознания. Убита Алукардом.
Сэйю: Маая Сакамото
Лейтенант Зорин Блиц (яп. ゾーリン・ブリッツ中尉 дзо:рин буриццу тю:и) — женщина-вампир с короткой стрижкой, вытатуированными на правой стороне тела замысловатыми узорами и правым глазом, изображённым с оттенком косоглазия. Носит с собой косу большого размера, обладает навыками иллюзиониста. Одна из командиров отряда Werwolf. Для создания иллюзий её татуировка приходит в движение. В этом режиме способна также проникать в глубины чужого сознания, усиливать старые воспоминания (эта способность, всё же, оказывается бесполезной против вампира, не опирающегося на обычное зрение). На момент начала операции «Морской лев 2» по приказу Майора с небольшим отрядом устраивает блокаду особняка «Хеллсинга», однако без приказа руководства начинает его штурм. Серас и отряду «Дикие гуси» удаётся отбить атаку противника, после чего Зорин погибает от руки Виктории.
Сэйю: Ёко Соуми
Уоррент-офицер Шрёдингер (яп. シュレディンガー准尉 сюрэдинга: дзюнъи) — мальчик с кошачьими ушами, одетый в униформу стилизованную под летнюю форму Гитлерюгенда и носящий символический нож данной организации. На форме носит погоны оберштаммфюрера ГЮ (аналог званий обер-лейтенанта и подполковника) с белой выпушкой HJ-Streifendienst (патрульной службы ГЮ). Состоит в отряде Werwolf. Спокоен и невозмутим, сидит в кресле хозяина при появлении такой возможности. Позволяет себе отпускать колкости в адрес Майора, а Майор, в свою очередь, позволяет ему это делать. Может мгновенно появляться на другой позиции, сколь угодно отдалённой от своего предыдущего места пребывания, а также оказываться в чужом сознании, как это произошло с Зорин Блиц. Часто теряет голову из-за чьего-то точного выстрела, но потом как ни в чём не бывало появляется в другом месте. Сам о себе говорит, что может быть везде и нигде.
Сэйю: Рёко Сираиси
Капитан Ганс Гюнше (яп. 大尉 таи:) — молчаливый телохранитель Майора. Истинный оборотень. В бою предпочитает использовать охотничью модификацию Маузера К96 с удлинённым стволом, хотя также способен обращаться в гигантского волка некоей «туманной» природы. Одет в стандартную суконную армейскую шинель, воротник которой поднят и застёгнут спереди,а также общевойсковое кепи модели М43, вся форма имеет в основном стандартные знаки различия войск СС. Хронологически, впервые фигурирует в истории в 1944-м году в Варшаве, где встречается лицом к лицу с юным Уолтером Доллнезом и Алукардом. Алукард выказывает удивление по случаю этой встречи, так как полагал, что все оборотни давно вымерли. Во время операции «Морской лев 2» перехватывает на улицах Лондона автомобиль Интегры, вынуждая её и Уолтера разделиться. Бо́льшую часть последующих событий не покидает цеппелин Майора Deus Ex Machina. Был убит Викторией Серас вместе с Пипом Бернадотте.
Профессор Эйвондейл Непьер «Док» (яп. 博士 (ドク) хакасэ (доку)) — приближённый Майора, безумный учёный, исследовавший и поставивший на поток производство искусственных вампиров. Носит очки с множеством линз, странный топ, благодаря которому всегда виден его живот, а также лабораторный халат, испачканный кровью. Как и Капитан, впервые появляется в сюжете в 1944-м году в Варшаве, однако, не имея явных сверхъестественных способностей, с того момента так и не состарился. Исследовал сверхъестественное во время Второй Мировой под началом нацистской Германии, позже — для «Миллениума». Имеет талант повара. По отношению к Майору проявляет страх и восхищение. Страдает дерматофагией. Во время основных событий носит при себе пульт, с помощью которого аннигилирует своих неудачливых подопытных. Погибает вследствие падения на него огромного шкафа.
Сэйю: Хироси Нака

## Прочие персонажи
Инкогнито (появляется только в телесериале) — вампир, сильнейший из противников Алукарда. Известно, что как и Алукард, служит людям, но по другой причине. Посажен на серебряный кол.
Сэйю: Такуми Ямадзаки

## Критика
Патрик Кинг назвал Алукарда «величайшим вампиром» и «превосходным сочетанием изящества и жестокости, пристойности и хаоса». В рецензии журнала «Мир фантастики» утверждалось, что Алукард, согласно замыслу создателей, является противоположностью образа графа Дракулы. Критики также проводили сравнение между Алукардом и Вешом Ураганом из «Тригана». Обозреватель Зак Бертши отмечал схожесть Интегры Хеллсинг с архетипом бисёнэн, посчитав, что даже наиболее преданный поклонник аниме едва ли сможет с первого взгляда определить её половую принадлежность. Он же говорил о том, что наблюдение за тем, как Виктория Серас пытается сопротивляться своей новой жизни в качестве вампира, болезненно, но весьма увлекательно. Похожее мнение высказал и Джейсон Томпсон. По мнению Майка Крендола, основным персонажем аниме является не Алукард, а Виктория Серас. Джейсон Бастерд назвал Интегру «снежной королевой».